# 328 Gudrun
328 Gudrun este un asteroid din centura principală, descoperit pe 18 martie 1892, de Max Wolf.